# Telkunsuo
Telkunsuo este o arie protejată (arie specială de conservare — SAC, sit de importanță comunitară — SCI, arie de protecție specială avifaunistică — SPA) din Finlanda întinsă pe o suprafață de 902 ha, integral pe uscat.

## Localizare
Centrul sitului Telkunsuo este situat la coordonatele 61°00′15″N 23°10′54″E / 61.0042°N 23.1817°E.

## Înființare
Situl Telkunsuo a fost declarat arie de protecție specială avifaunistică în august 1998 pentru a proteja 21 de specii de animale. Alte tipuri de protecție:
- sit de importanță comunitară (în mai 2002)
- arie specială de conservare (în aprilie 2015)[1][3][4]

## Biodiversitate
Situată în ecoregiunea boreală, aria protejată conține 4 habitate naturale: Lacuri și iazuri distrofice naturale, Turbării active, Turbării Aapa, Mlaștini împădurite.
La baza desemnării sitului se află mai multe specii protejate:
- păsări (20): minunița (Aegolius funereus), ciuf de câmp (Asio flammeus), rața moțată (Aythya fuligula), cocoșul de mesteacăn (Bonasa bonasia), buha (Bubo bubo), ciocănitoare neagră (Dryocopus martius), Emberiza rustica, șoim de iarnă (Falco columbarius), șoimul rândunelelor (Falco subbuteo), vânturel roșu (Falco tinnunculus), ciuvică (Glaucidium passerinum), cocor (Grus grus), sfrâncioc roșiatic (Lanius collurio), Lyrurus tetrix tetrix, viespar (Pernis apivorus), ciocănitoare de munte (Picoides tridactylus), ploier auriu (Pluvialis apricaria),  cocoș de munte (Tetrao urogallus), fluierar de mlaștină (Tringa glareola), fluierarul cu picioare roșii (Tringa totanus)
- mamifere (1): veveriță zburătoare siberiană (Pteromys volans)